# أناتولي ميخائيلوفيتش ستيبين
أناتولي ميخائيلوفيتش ستيبين (20 يوليو 1940 - 7 نوفمبر 2020)، هو عالم رياضيات سوفييتي-روسي، مُتخصص في النظم الديناميكية ونظرية إرجوديك.